# 妙性寺 (京丹後市)
妙性寺（みょうしょうじ）は、京都府京丹後市大宮町五十河(いかが)にある曹洞宗寺院。小野小町を開基とする伝承があり、山号も小野山(おのさん)である。

## 開山
内山妙法寺（真言宗）がこの地に庵を建立したのが始まりと伝えられるが、天和2年（1682）の「丹後國寺社帳」に「曹洞宗 五十河村 妙性寺」とあることから、この時期には曹洞宗寺院として存在していたものと考えられている（「全国小野小町伝承地資料集」）。
毛山國文(宮津市・智源寺第十五世・在任期間1780年〜1788年)を開山として勧請した後、智源寺の末寺として存続した。

## 本堂
三世・雲騰眠龍が建立したものの火災で焼失、その後文政6(1823)年、五世・ 霊峯徹源により再建された（「全国小野小町伝承地資料集」）。

## 小野小町との関係
「妙性寺縁起」によると、小野小町が天橋立への旅に出た際、付近の五十日(いかが)村の村人に世話になり、火事の多い村を慮って当地に「五十河」と名付けたあと、当地で逝去したとの伝承がある。その後、五十河の地に寺が建立され、 小町との縁から、小野山妙性寺と名付けられたとの伝承が残る。
当寺付近にも小野小町由来の文物・碑が残るほか、観光施設として京丹後市管理の「小町の舎」も存在する。

## 住職
臼井樸堂(十七世)